# Skawa
Die Skawa (deutsch Schaue) ist ein rechter Nebenfluss der Weichsel in Polen.
Sie entspringt bei dem Dorf Spytkowice, 12 km westlich der Stadt Rabka-Zdrój, auf der Höhe von um 700 m, unter dem Bory-Pass (709 m) in den Saybuscher Beskiden. Die Skawa verläuft zunächst nach Osten, wendet aber ihren Lauf nach Nordwest, wo sie durch die Städte Jordanów (auf dem 27 km des Laufs), Maków Podhalański und Sucha Beskidzka fließt und die Saybuscher Beskiden im Süden von den Beskid Makowski (Mittelbeskiden) im Norden trennt. In Sucha (54 km von den Quellen) beugt sich der Fluss nördlich und schneidet sich durch den östlichen Rand der Kleinen Beskiden. In Wadowice (75 km) tritt sie in das Pogórze Wielickie ein. In ihrem Unterlauf fließt sie nach Norden an der Stadt Zator (4 km vor der Mündung) vorbei. Sie mündet nach 96,4 km bei dem Dorf Smolice oberhalb Zator in die Weichsel.
Die wichtigsten Zuflüsse sind: Bystrzanka, Skawica, Grzechynka, Stryszawka, Tarnawka und Wieprzówka (linke), sowie Malejówka, Żarnowianka, Paleczka und Stryszówka (rechte). Das Einzugsgebiet hat eine Fläche von 1160 km² und befindet sich mit Ausnahme der Ortschaft Las in der Woiwodschaft Kleinpolen.
Der Fluss wurde im Jahr 1274 als fluvio Scaua urkundlich erwähnt (siehe Radwanitenkorridor) und ist vom urslawischen Wort *sҌkati (drehen) abgeleitet. Im Jahr 1445 wurde es zur Achse des neuen Herzogtums Zator. Im Zweiten Weltkrieg wurde der mittlere Lauf der Skawa (damals Schaue) zwischen Woźniki und Sucha, zur Grenze zwischen dem Dritten Reich und dem Generalgouvernement.
2017 wurde der erste Stausee in Świnna Poręba geflutet.